# Candidata al poder
Candidata al poder (títol original en anglès: The Contender) és una pel·lícula estatunidenca del 2000 dirigida per Rod Lurie. Ha estat doblada al català.

## Argument
Després de la defunció del seu vicepresident, el president Jackson Evans tria una dona, la senadora Laine Hanson. Però alguns s'oposen a aquesta tria, i tacaran la reputació d'aquesta dona. Els esdeveniments de la seva vida passada tornaran a sorgir i portaran Amèrica a plantejar-se preguntes... Una noia que s'ha prostituït pot ser fiable en el govern? Una dona adúltera pot accedir a una de les més altes autoritats d'un país? Les enquestes i les sessions davant els focs dels senadors i dels mitjans de comunicació se succeeixen...

## Repartiment
- Gary Oldman: Sheldon Runyon, President de la comissió d'investidura
- Joan Allen: Senadora Laine Hanson, designada a la vicepresidència
- Jeff Bridges: President Jackson Evans
- Christian Slater: Reginald Webster
- Sam Elliott: Kermit Newman
- William L. Petersen: Governador Jack Hathaway
- Saul Rubinek: Jerry Tolliver
- Philip Baker Hall: Oscar Billings
- Mike Binder: Lewis Hollis
- Robin Thomas: William Hanson
- Mariel Hemingway: Cynthia Charlton Lee
- Kathryn Morris: agent especial FBI Paige Willomina
- Kristen Shaw: Fiona Hathaway
- Douglas Urbanski: Makerowitz
- Noah Fryrear: Timmy
- Heather Rosbeck: Elaine Bidwell
- Genia Morgan: flirt de Webster
- Angelica Torn: Dierdra
- Irene Ziegler: Maggie Runyon
- Sandra Register: Glenda
- Catherine Shaffner: Patricia Lavemeer (Patty)
- Liz Marks: Sheila
- Kevin Geer: Congressista Skakle
- Larry King: Ell mateix

## Premis i nominacions

### Nominacions
- 2001. Oscar a la millor actriu per Joan Allen
- 2001. Oscar al millor actor secundari per Jeff Bridges
- 2001. Globus d'Or a la millor actriu dramàtica per Joan Allen
- 2001. Globus d'Or al millor actor secundari per Jeff Bridges